# Eupteryx tenella
Eupteryx tenella är en insektsart som först beskrevs av Carl Fredrik Fallén 1806.  Eupteryx tenella ingår i släktet Eupteryx och familjen dvärgstritar. Arten är reproducerande i Sverige. Inga underarter finns listade i Catalogue of Life.